# 耳廓
耳廓（英語：auricle，动物学多用 pinna）又称耳郭，是外耳在体外可见的部分，可收集声波。

## 结构
耳廓的核心支撑为弹性软骨，在解剖学上包括耳轮、对耳轮、耳垂、耳屏等结构。耳垂为耳廓的最低部，无软骨，其由脂肪和蜂窩組織构成，是常用的采血部位。

### 神经分布
分布于耳廓的神经有来自面神经、迷走神经、舌咽神经的分支，耳大神经、枕大神经、枕小神经以及耳颞神经。

## 功能
人耳廓与外耳道一同构成外耳，并通过外耳道传至中耳鼓膜处。除了收集声波外，耳廓、鼓膜对声音有一定放大作用，对于1500-7000赫兹的声音，声强可以提高10-15分贝。

## 临床
主要的耳廓畸形包括：
- 无耳畸形（英语：Anotia）[9]
- 小耳症（英语：Microtia）[9]
- 菜花耳（英语：Cauliflower ear）[10]
- 耳前瘘管
- 副耳
- 达尔文点